# Bofors

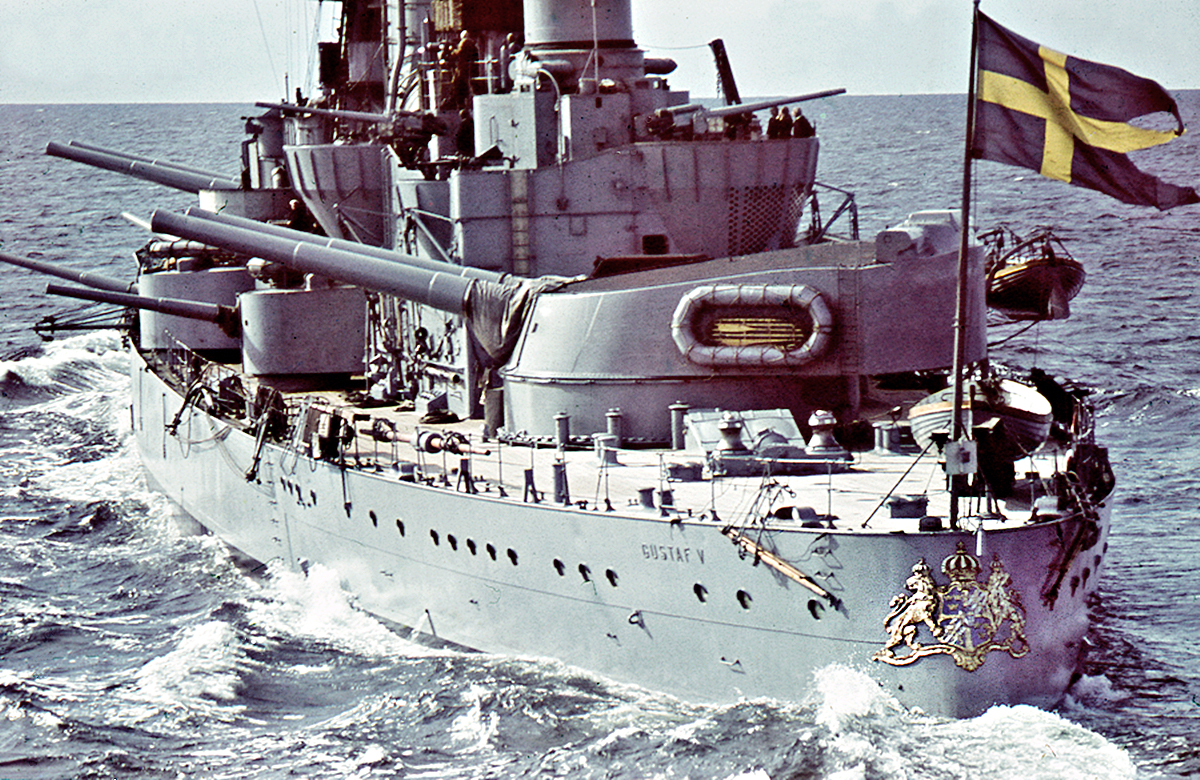
HM Pansarskepp Gustaf V, bestyckad med 283 mm örlogskanoner från Bofors.

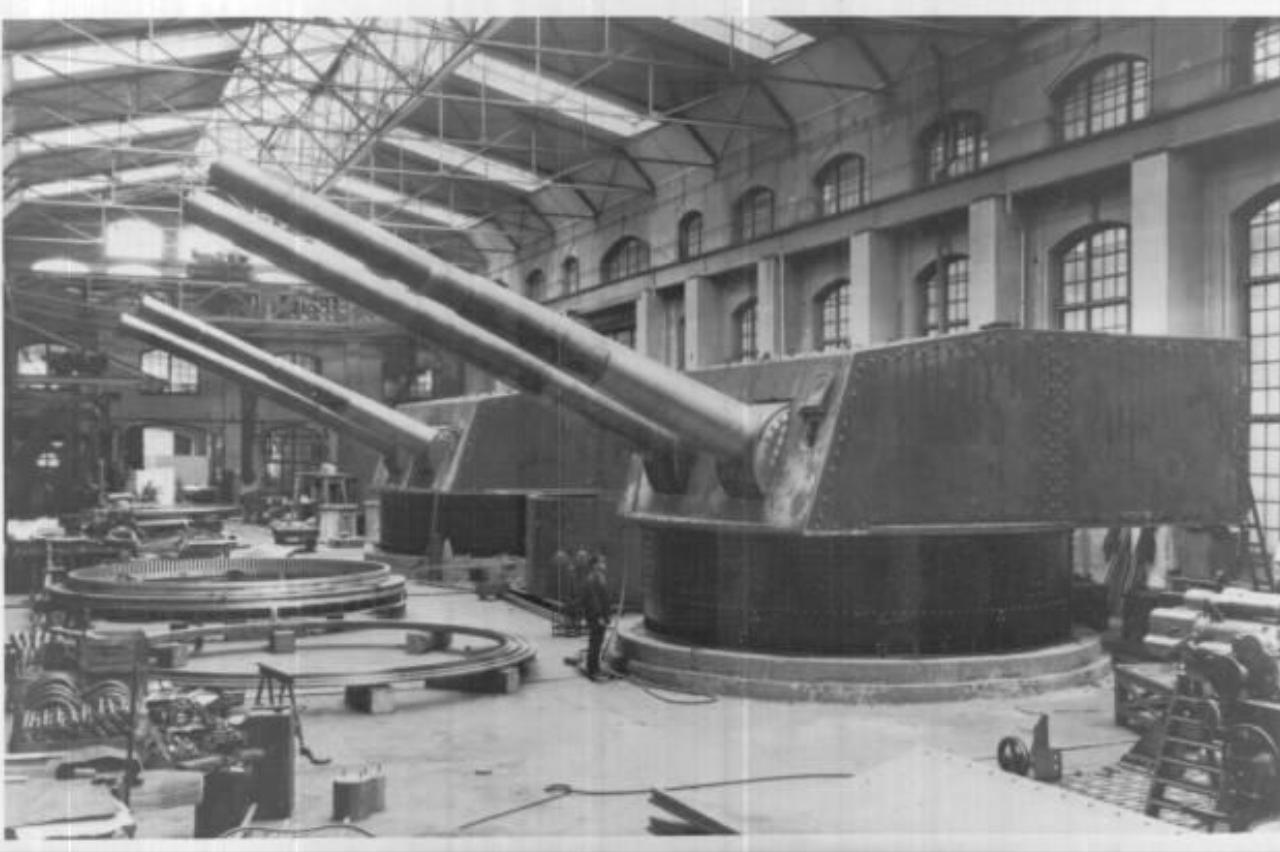
254 mm örlogskanoner för finska pansarskeppet Ilmarinen under slutmontering hos AB Bofors.

Aktiebolaget Bofors (AB Bofors) var ett svenskt industriföretag och vapentillverkare med huvudkontor i Karlskoga, Värmland. Företaget grundades som ett järnbruk 1646, blev en ledande ståltillverkare under 1870-talet, började producera kanoner 1883. Företaget hade Alfred Nobel som huvudägare 1894–1896, och 1898 tillkom kruttillverkning som senare utökades till explosivämnen. Företaget växte under 1900-talet, inte minst genom omfattande vapenleveranser till det svenska försvaret under de båda världskrigen, men även genom export. Vapenproduktionen utökades med bland annat robotar och stridsvagnar, och även olika civila produkter, framför allt inom kemi- och läkemedelsområdena.
Sedan 2000 är företagets tidigare verksamhet uppdelad i Saab Dynamics (fram till 2010 benämnd Saab Bofors Dynamics) – vilken ägs av den svenska försvarskoncernen SAAB-gruppen och tillverkar robotsystem och lätta understödsvapen – och BAE Systems Bofors – vilken ägs av BAE Systems AB sedan 2005 (verksamhet ägd av United Defense 2000 till 2005) och tillverkar eldrörssystem och artilleriammunition. BAE Systems AB är i sin tur del av den internationella försvarskoncernen BAE Systems, Europas största försvarskoncern, med dotterbolag runt om i världen.

## Historia
Bofors var från början ett litet stångjärnsbruk. I slutet av 1800-talet började företaget tillverka vapen, när nya tekniker och material blev vanliga inom kanontillverkning.

### 1500-talet till 1872
Namnet Bofors kommer från gården Boo. Den nämns i Hertig Carls jordebok från 1584. Då ägdes gården av riksrådet Ture Bielke. När Bielke avrättades i Linköpings blodbad 1600 tog kronan över gården, men hans änka Margareta Sture fick den tillbaka 1603. Boo gick sedan till deras måg Gabriel Gustafsson Oxenstierna 1617, som 1625 bytte till sig andra gods i Uppland i utbyte mot Boo. År 1630 såldes gården till Peder Dober, assessor i Göta hovrätt.
1639 fick Mårten Drost, fogde i Karlskoga, tillstånd att bygga en hammarsmedja vid Björkborn, cirka två kilometer från Bofors. Boo blev ett brukshemman när två stångjärnshammare 1646 fick tillstånd under den nye ägaren, borgaren i Arboga Paul Linnertsson Hossman. I sin ansökan till bergskollegium gav han anläggningen namnet Boo-fors. När hammarverket var färdigt sålde Hossman det till hovrättspresidenten Johan Lillieström från Örebro. År 1648 köpte Lillieström även skattehemmanet Boo, Drosts hemman och hammarsmedjan i Björkborn.
Dessa egendomar såldes därefter till Crispin Flygge (död 1674), inspektör över landtullarna i Värmland och Närke. Efter hans död ärvdes de av hans änka Sigrid Ekehielm. Under hennes tid fick tre stångjärnshammare vid Bofors och Björkborn privilegium 1689. Med tillhörande frälsehemman och torp ("Bogarddal" – Bo gård) såldes egendomarna 1703 av hennes sterbhus till brukspatron Jakob Kristiansson Robsahm. Egendomarna ärvdes sedan av släkterna Robsahm, Geijer, Lagerhjelm och de Laval, som samarbetade kring bruken. År 1737 delades dock egendomarna.
Efter delningen gick Björkborn till släkterna Mitander, Myhrman, Wahrolin och Oxehufvud. Mellan 1798 och 1806 ägdes Björkborn av bergsfogden Henrik Robsahm, och därefter av överste Christer Gustaf Oxehufvud. Bofors gick till släkten Lagerhjelm och ägdes slutligen av far och son, Pehr Lagerhjelm (1787–1856) och Pehr Erland Lagerhjelm. Under deras tid växte bruket kraftigt, särskilt när reglerna för bergshanteringen försvann.
1841 tillkom ett manufakturverk för tillverkning av yxor, skyfflar, hästskor och spik. Lagerhjelm d. ä. hade studerat hos Berzelius, skrev flera avhandlingar rörande metallurgi och försökte utan framgång skapa ett valsverk under bruket. 1846 hade han erhållit tillstånd för en lancashirehärd och en gasvällugn. Samma år frigavs stångjärnstillverkningen av Kungl Maj:t, men verksamheten gav vid den tiden bara ett medeltal à 17% av avkastningen - lantbruket på Bofors stod för lejonparten. 1853 hade Lagerhjelm sålt Bofors till sönerna Gustaf Reinhold och Per Erland, samt mågen Karl Lindberg. Per Erland löste efter faderns död 1856 in de övrigas andelar och stod sedan som ensam ägare.
Under Per Erland Lagerhjelms styre utvidgades bruket med flera lancashirehärdar och en dubbelhärd (Boforshärd), som möjliggjorde större smältor. 1866–1867 anlades till sist ett stångjärnsvalsverk och tillverkningen ökade plötsligt. Bruksmärket inregistrerades den 24 september 1867.
I början av 1870-talet var produktionen vid Bofors större än vid något annat järnbruk i Sverige. År 1871 bearbetades 6 125 ton stång- och ämnesjärn vid Bofors.

### 1873–1910

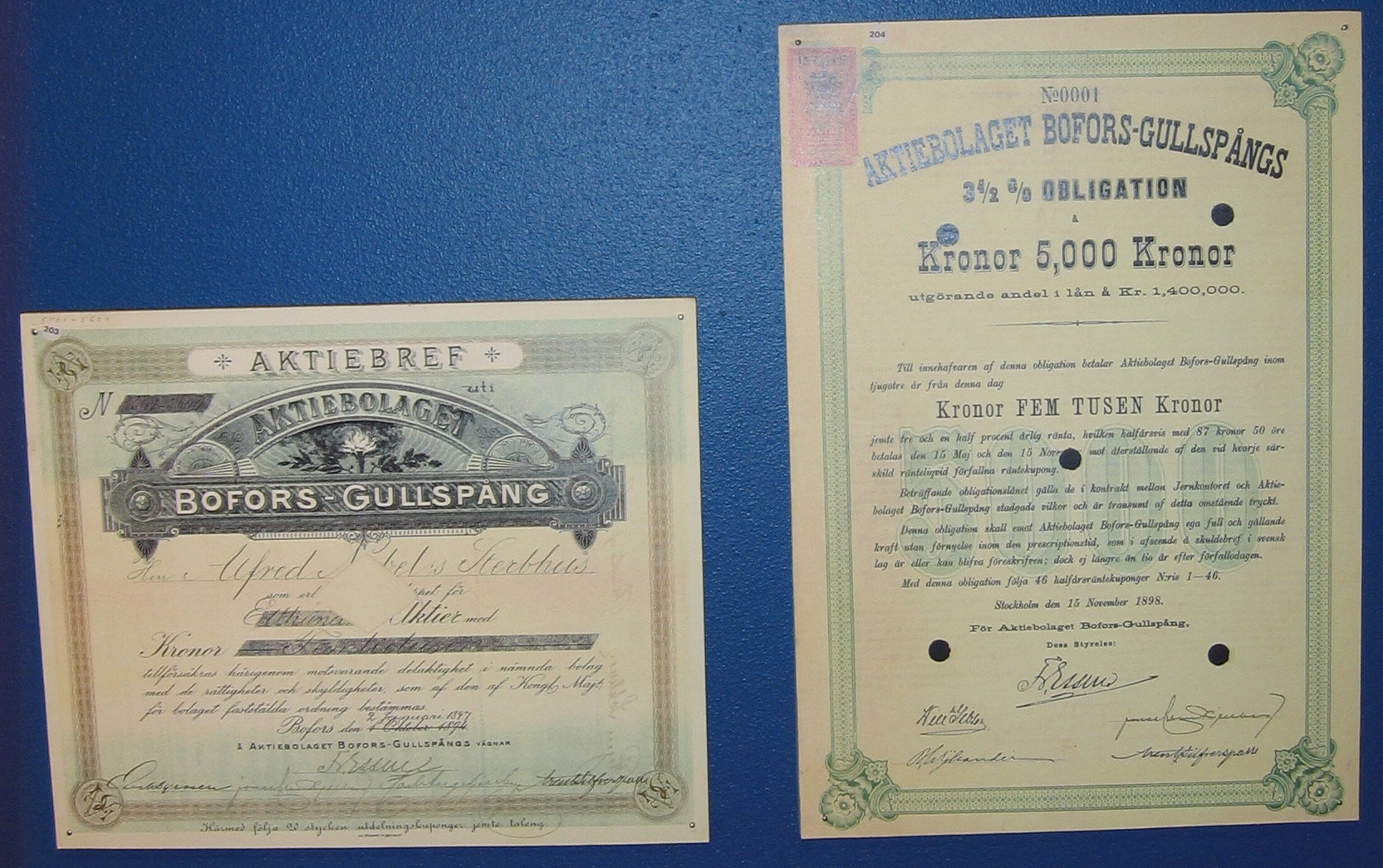
Aktiebrev och obligationer från AB Bofors-Gullspång. Obligationerna utfärdades som ersättning för tidigare preferensaktier för att uppfylla Nobelstiftelsens krav på placeringar i "säkra papper" i enlighet med Alfred Nobels testamente.

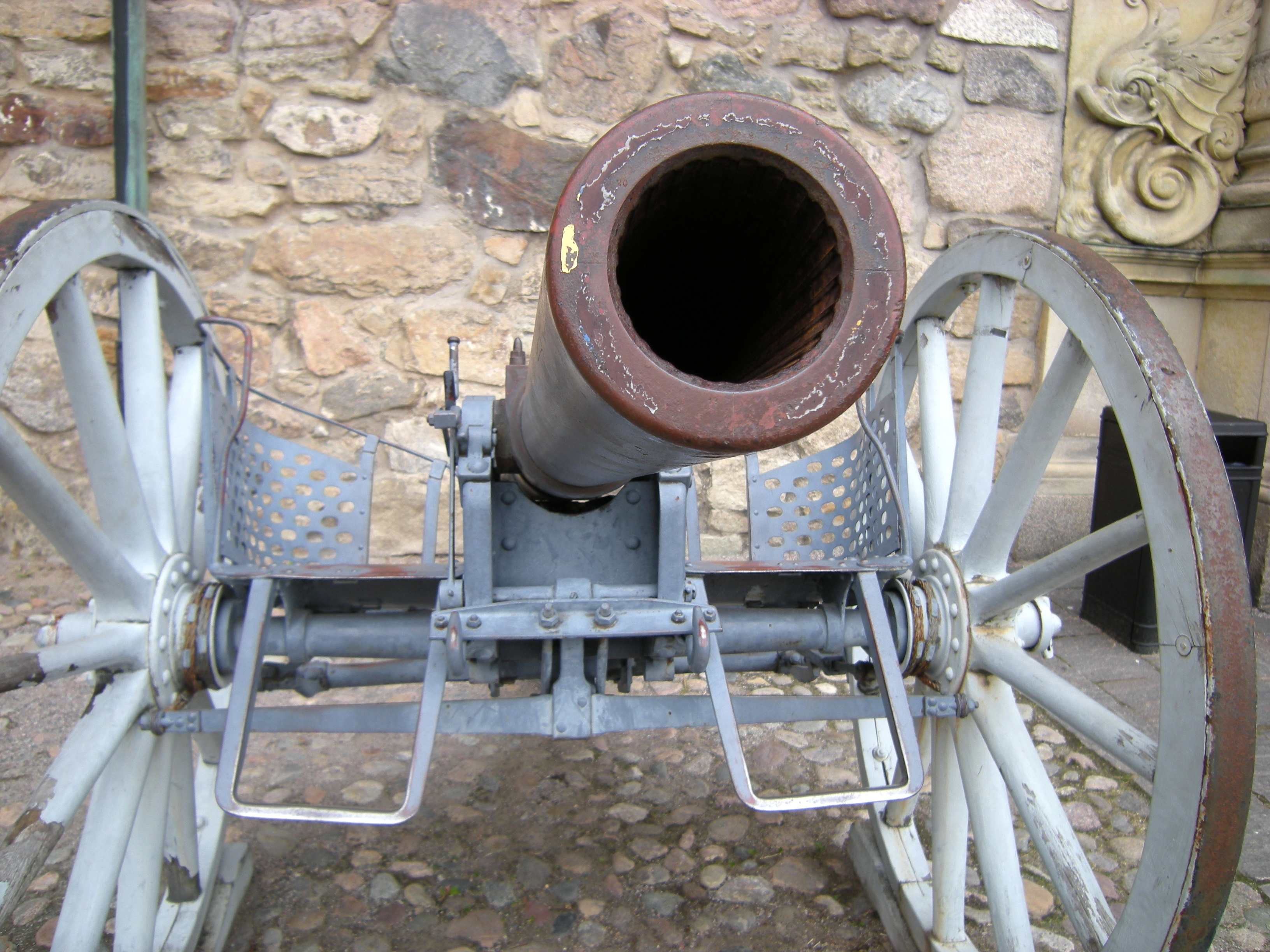
8,4 cm kanon m/1881 tillverkad av Bofors 1889.

1873 förenades åter Bofors och Björkborn under gemensamt ägande i form av det samma år bildade Aktiebolaget Bofors-Gullspång, med Per Erland Lagerhjelm som disponent, efter att företaget detta år köpte Björkborn av Oxehufvud. Gullspång i företagets namn förklaras av att även Gullspångs bruk ingick.
En nyckelperson i utvecklingen av Bofors vid denna tid blev ingenjören Carl Danielsson, som anställdes 1874. 1878 installerades den första Martinugnen vid Bofors, som möjliggjorde produktion av smidbart järn och stål med förbättrade egenskaper. Vid samma tid, i slutet av 1870-talet, blev J.A. Kjellberg & Söner huvudägare i AB Bofors-Gullspång, och hade ambitionen att utveckla verksamheten. En tillämpning som man inriktade sig på var kanoner, där det förbättrade stålet skulle komma till nytta.
Vid denna tid hade kanoner av modernt stål visat sig överlägsna tidigare järn- och bronskanoner, inte minst i samband med fransk-tyska kriget 1870–1871. En pionjär inom kanontekniken vid denna tid var Alfred Krupp, som 1860 sålt de första stålkanonerna (framladdare tillverkade av bessemerstål) till Preussen. Under kriget Preussen-Österrike 1866 sattes första gången bakladdare in av preussarna, efter att de inledningsvis varit tveksamma till uppfinningen när Krupp först erbjudit den 1858. Bakladdarna var bara möjliga att tillverka med modernt stål, och möjliggjorde en högre eldhastighet än äldre frontladdade kanoner. Under 1860-talet exporterade Kruppverken stålkanoner till många länder, men i slutet av 1870-talet skedde fortfarande ingen produktion av motsvarande kanoner i Sverige. Den svenska kanontillverkaren Finspångs bruk hade vid denna tid fortfarande bara kapacitet att tillverka frontladdade tackjärnskanoner av ett slag som snarast representerade 1850-talets teknologi.
I slutet av 1878 lyckades Danielsson tillverka det första täta gjutstålet vid Bofors, och 16 augusti 1879 lyckades Bofors för första gången framställa ett tätt kanongöt av tillräckliga dimensioner för att framställa en kanon av. Götet borrades och svarvades i Finspång och användes därefter för provskjutningar i Marinförvaltningens regi. Samma rutiner användes som vid provskjutning av tackjärnskanoner, vilket innebär upprepade provskott med successivt ökande krutladdning och projektilvikt. Efter 311 skott enligt detta mönster fylldes borrhålet med massiva pluggar från det 312:e skottet. Vid det 322:a skottet brast slutligen kanonen, då den utsatts för 5 000 atmosfärers tryck. Eftersom den starkaste tackjärnskanonen hade klarat 219 skott och 3 900 atmosfärer innebar detta en omedelbar succé för Boforsstålets kvalitet.
I Finspång insåg man att man riskerade att bli utkonkurrerade av Bofors, och 1881 hade även Finspång installerat sin första martinugn. Under åren närmast efter 1879 tillverkades några kanoner i samarbete mellan Bofors och Finspång, efter att försvaret tvingat fram detta, bland annat gällde detta sju kanonämnen år 1882. Bofors beslöt dock 1883 att installera en egen bearbetningsverkstad för att kunna tillverka färdiga kanoner, istället för att vara beroende av Finspång. I början av 1884 gav generalfälttygmästaren order om att undersöka de industriella förhållandena i Bofors respektive Finspång för att kunna besluta var beställningarna på kanoner skulle läggas. Kontrollofficeren C.A. Hägg avlade slutrapport 24 april 1884 och konstaterade att Bofors hade kapaciteten avseende kanonämnen, att maskininstallationen i verkstaden pågick och att kunnig verkstadspersonal saknades men avsågs anställas. Finspång hade för utvärderingen framställt tre kanonämnen i Lotorp, varav två höll samma kvalitet som Boforsstålet och ett inte höll måttet. Rekommendationen från Hägg blev att lägga 1884 års beställning på Finspång, eftersom Bofors inte hade någon dokumenterad erfarenhet av att bearbeta kanoner. Slutresultatet blev dock att 1884 års beställning lades på Kruppverken, sannolikt för att man där behärskade både stålsidan och kanonbearbetningen.
Eftersom ingendera av de två svenska konkurrenterna hade något att vinna på att kanoner istället importerades, inledde man diskussioner om att dela på beställningarna. Vid ett möte i Stockholm 12 augusti 1884 kom grosshandlare Carl O. Kjellberg som ägarrepresentant för Bofors och brukspatron Carl Edvard Ekman från Finspång överens om att dela lika på de statliga svenska kanonbeställningarna.

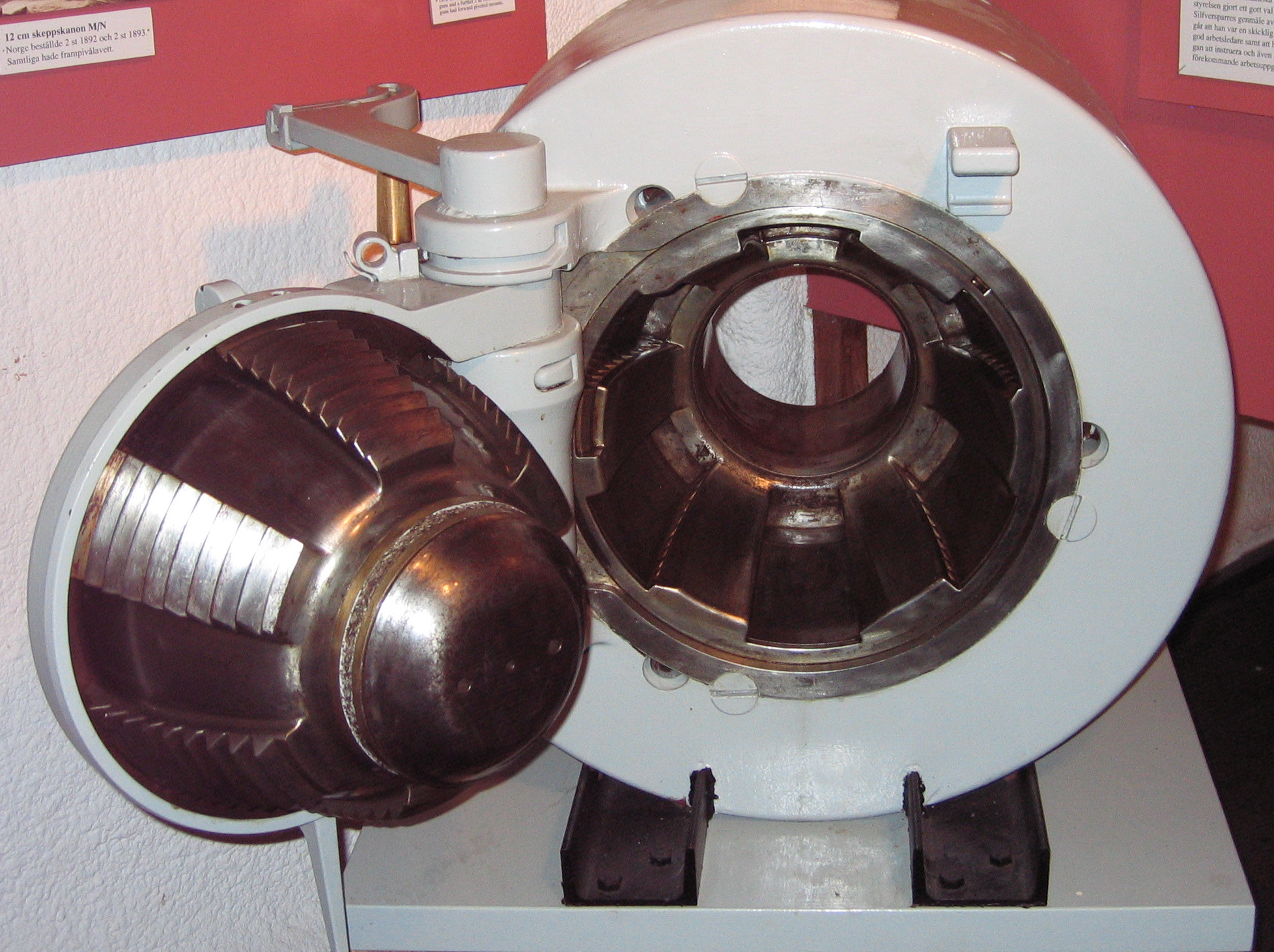
Slutstycke från Boforskanon med Silfversparres ogivalskruv och laddbrygga.

Från 1885 var Arent Silfversparre Bofors kanonkonstruktör och bidrog med flera framgångsrika konstruktioner. Han konstruerade bland annat en 12 cm snabbskjutande fartygskanon och 1893 den första fältkanonen med rekyl inom lavetten.

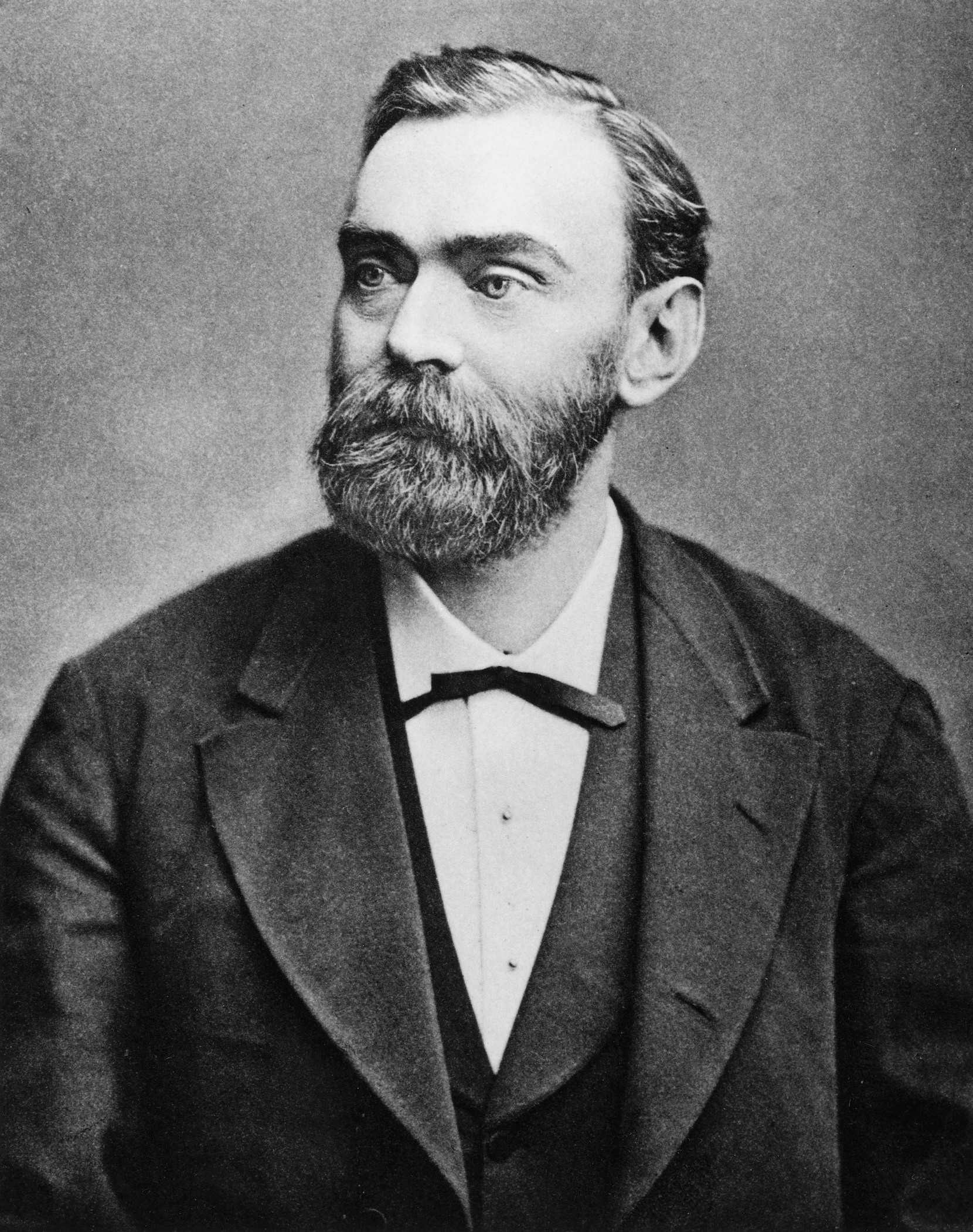
Alfred Nobel, Bofors huvudägare 1894–1896.

I början av 1894 köpte Alfred Nobel aktiemajoriteten i AB Bofors-Gullspång för 1,3 Mkr av C.O. Kjellbergs sterbhus. I köpet ingick Björkborns herrgård som blev Nobels svenska privatbostad. När Nobel avled 10 december 1896 kom Björkborn att räknas som hans bosättningsadress, vilket fick betydelse för hur hans testamente hanterades.
Under Nobels ägartid skedde fortsatt expansion och mer kapital tillfördes, bland annat köptes Björneborgs bruk år 1895. Utrustning för att tillverka grövre kanoner, med upp till 30,5 cm kaliber, anskaffades. Vid Björkborn, som ursprungligen var ett järnbruk precis som själva Bofors, byggdes 1895 ett kemiskt laboratorium för att ta fram nya produkter inom sprängämneteknikens område.
1896 var antalet arbetare vid Bofors inklusive Björkborn ungefär 600.
Testamentsexekutorerna efter Nobel ville att Nobels aktier i AB Bofors-Gullspång skulle ligga kvar i svenska händer och erbjöd flera gånger Jonas Kjellberg ur den gamla ägarfamiljen att köpa tillbaka dem. Han menade att familjen inte kunde skaffa fram det kapital som krävdes, men senare fick Kjellberg ett erbjudande från Theodor Mannheimer att Skandinaviska Kredit AB skulle ställa upp med de lån som krävdes. Majoriteten i företaget kom genom detta tillbaka till ett konsortium där Kjellberg ingick. Affären var avslutad 1898. Samma år bildades dotterbolaget AB Bofors Nobelkrut för att exploatera Nobels kemiska patent. Nobels tidigare tillverkning av det röksvaga krutet Ballistit - "Nobelkrut" - flyttades i samband med detta från Vinterviken i Stockholm till Bofors Nobelkruts anläggning i Björkborn.
Några år senare förnyades den gamla överenskommelsen mellan Bofors och Finspång om att dela på de statliga beställningarna. Denna gång delade man upp den svenska marknaden så att Finspång skulle ta hand om kanoner upp till 8,0 cm kaliber och Bofors de med grövre kaliber.
Bofors-Gullspång köpte kulsprutetillverkaren AB Stockholm Vapenfabrik, som ursprungligen bildats för att exploatera Helge Palmcrantz kulsprutekonstruktion, och rekonstruerade företaget som Nya AB Stockholm Vapenfabrik. I slutet av 1903 köpte också Bofors två aktieposter i AB Nordiska Artilleriverkstäderna, som var den bolagskonstruktion som då innefattade Bofors svenska ärkerival i Finspång. En post köptes 16 december 1903 av skotten William Beardmore för 560 000 kronor och strax därefter en post från William Olsson för 210 000 kronor. Beardmore, som också ägde vapenfabriker i hemlandet, hade några år gått in som delägare i AB Finspångs Styckebruk när Carl Ekman behövde kapital. Köpet innebar att Finspångsverksamheten hänvisades att utnyttja stål från Bofors för sin tillverkning och man delade på de statliga beställningarna med 2/3 till Bofors och 1/3 till Finspång. 1907 blev dotterbolaget Nya AB Stockholm Vapenfabrik ägare till Nordiska Artilleriverkstäderna, och lade ner sin verksamhet i Stockholm för att flytta den till Finspång. I slutet av 1910 och början av 1911 lades kanontillverkningen i Finspång helt ner, och verkstäderna såldes till Nordiska Motorverkstäderna som skulle tillverka råoljemotorer på platsen.
1909 kunde Bofors Nobelkrut för första gången leverera komplett ammunition med drivladdning av eget krut, granater med trotyl importerad från Tyskland och egna tändrör.

### 1911–1945
1911 var Bofors således Sveriges enda kanontillverkare, hade verksamheten koncentrerad till sin huvudanläggning, och kunde dessutom leverera egen kanonammunition. Under början av 1900-talet var en ny generation tungt bepansrade och bestyckade krigsfartyg tidens främsta militära högteknologi, och dessa var föremål för satsningar i många länder. Fartygskanoner till dessa var en av Bofors produkter, bland annat det tunga 28 cm-artilleriet till Sverigeklassens pansarskepp. Tillverkning skedde både för svenska försvaret och för export till andra länder. 1918 omfattade arbetskraften vid själva Bofors 1 615 personer, och vid Björkborn 175 personer.

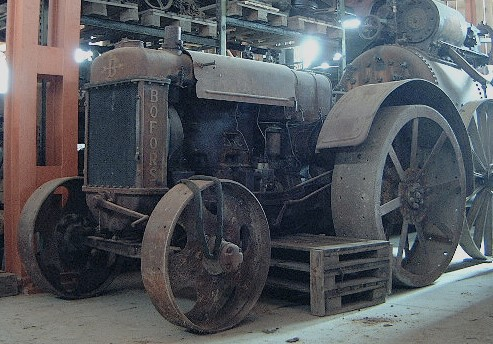
Bofors traktor no 115 bevarad vid RUBENS Maskinhistoriska Samlingar i Götene

I början av 1930 talet tillverkade man ett par korta serier av lantbrukstraktorer i ett misslyckat engagemang att fylla ut tomrummet efter AVANCE i Stockholm som gått upp i Munktells. 2 av dessa finns kvar.  
I mitten av 1930-talet lades grunden till företagets mest kända produkt, Bofors 40 mm automatkanon, som under andra världskriget producerades i olika länder i 10 000-tals exemplar. Axel Wenner-Gren var under fler år största aktieägare i Bofors. Wenner-Gren agerade som bulvan för familjen Krupp när de köpte in sig i Bofors.

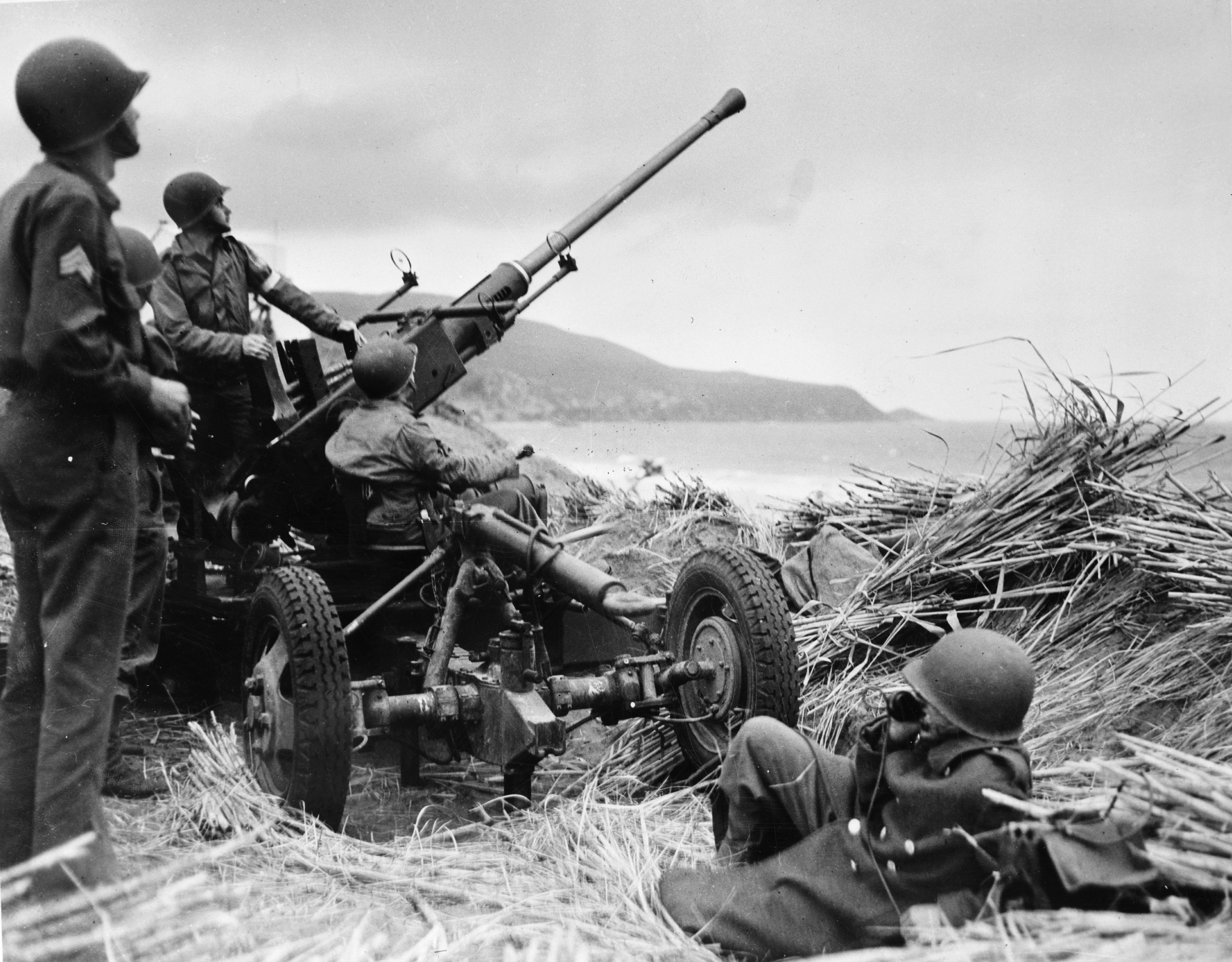
Bofors 40 mm luftvärnskanon under andra världskriget i amerikansk tjänst vid Medelhavet i Nordafrika
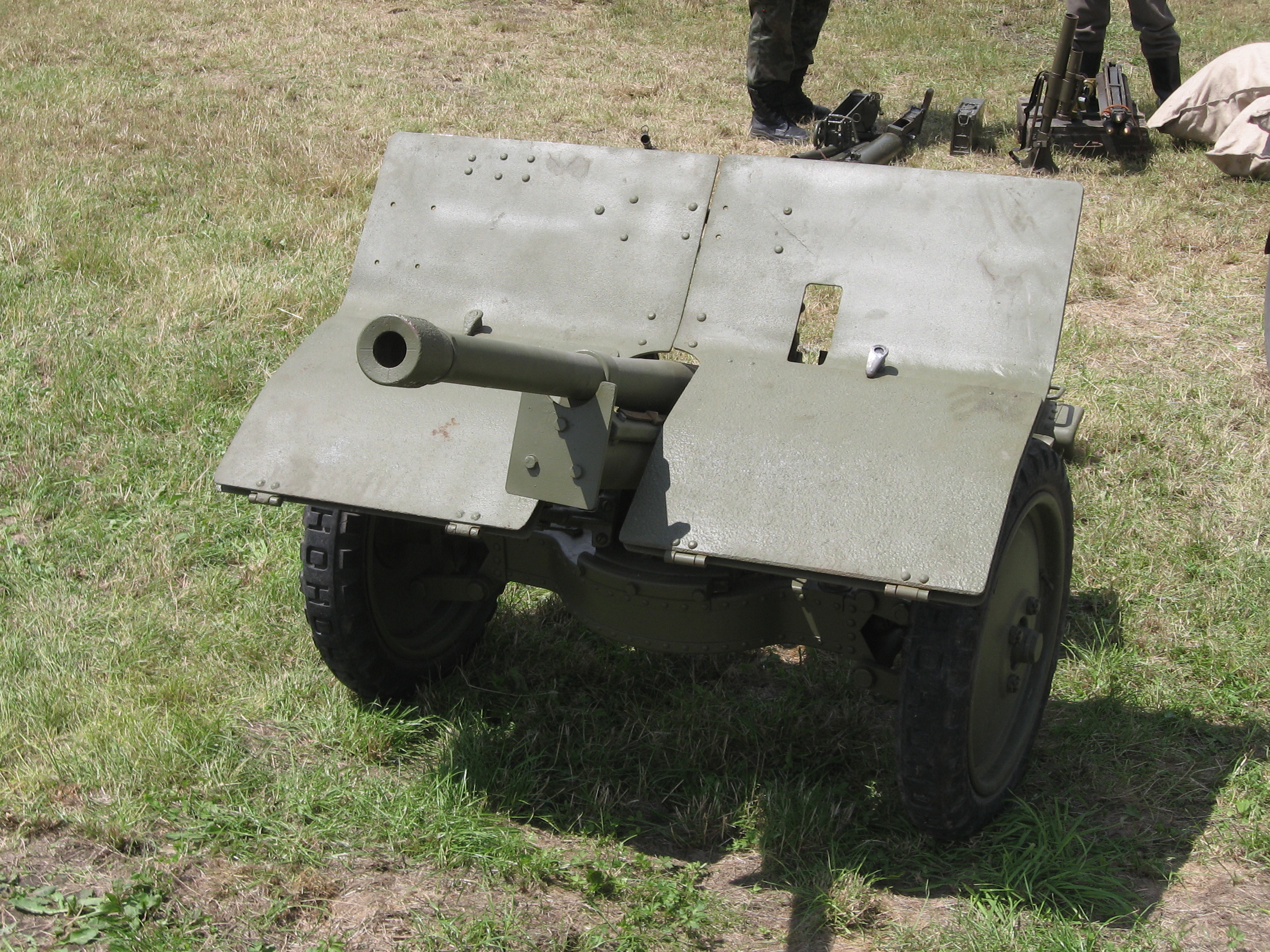
Bofors 37 mm
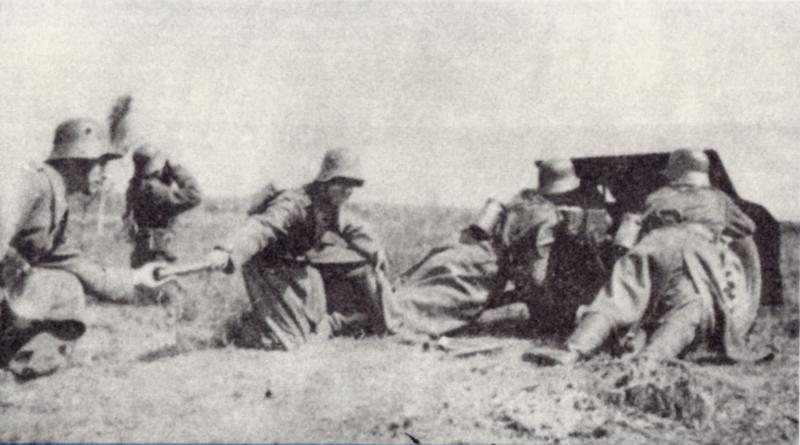
Polskt artilleri - 10. kavalleribrigaden och Bofors 37 mm, (1938)

### Bofors under rekordåren

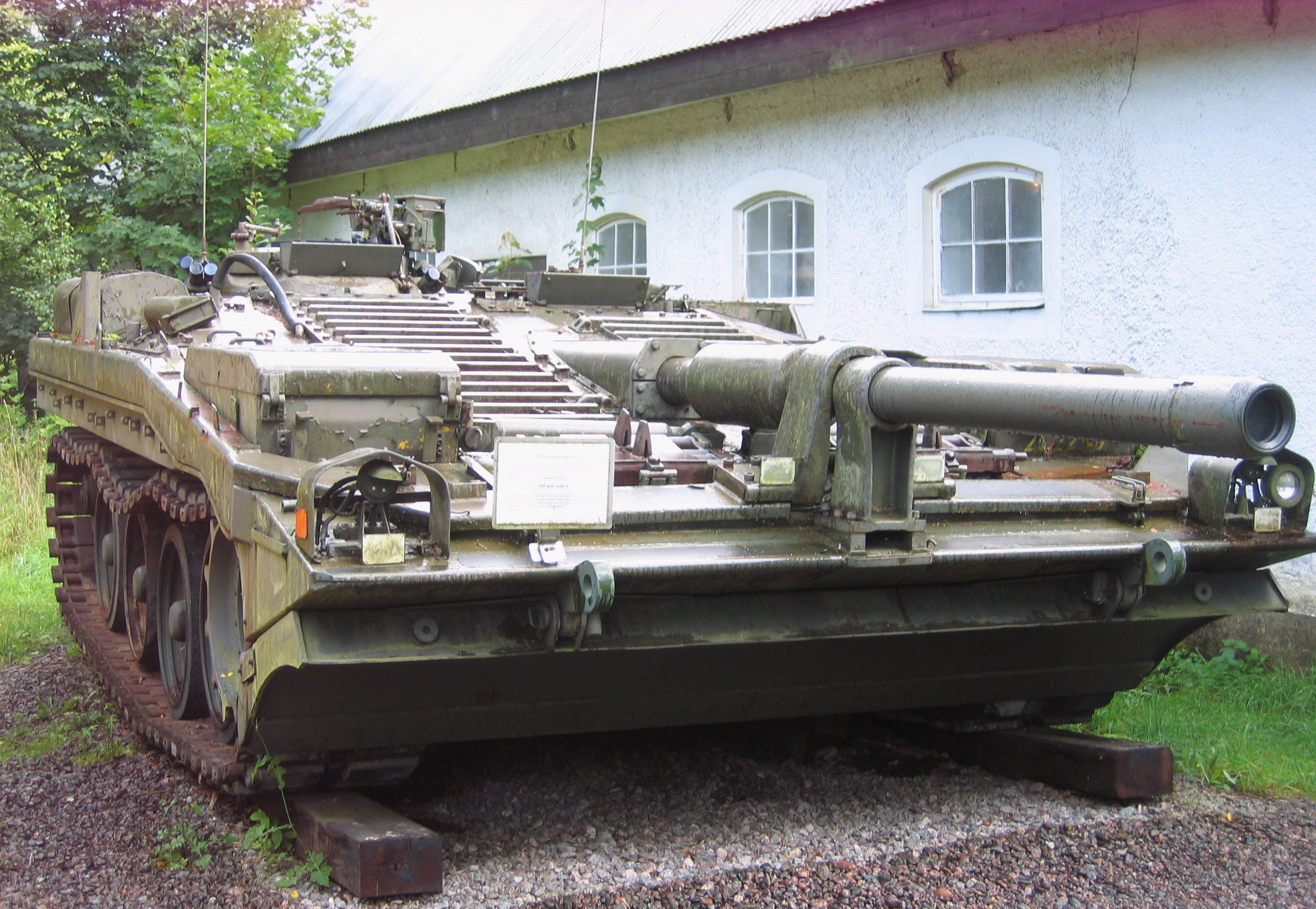
Stridsvagn 103 tillverkades av Bofors i slutet av 1960-talet och början av 1970-talet.

En bergrumsanläggning i form av Boåsberget byggdes under kriget, och eftersom Bofors industriområde var fullbyggt började 1946 ett nytt industriområde byggas vid Kilsta, fyra kilometer åt nordväst. Efter andra världskriget fick Bofors ett enormt uppsving under de ekonomiska rekordåren, vilket gjorde att Bofors hade stor arbetsbrist. Bofors industriskola startade 1946 och gjorde så att pojkar som hade tagit realexamen kunde gå en tvåårig utbildning och sedan få jobb någonstans på området. Det fanns också de som började som springpojkar och sedan arbetade upp sig.
AB Bofors köpte Ulvsunda Verkstäder av AB Volvo 1950. Bolaget fick då namnet Bofors-UVA. Ulvsunda Verkstäders slipmaskiner utvecklades på 1940-talet tillsammans med SKF och blev en stor framgång och såldes även på export. Stora kunder fanns i kullager- och fordonsindustrin. Bofors sålde Ulvsunda Verkstäder 1982.
Bofors omsatte 278 miljoner kronor år 1954, hade 7 990 anställda och ett aktiekapital på 88 miljoner kronor. Under 60-talet annonserade Bofors om den stora arbetarbristen som gällde inom hela bolaget. Många italienare och finländare kom till Bofors under det årtiondet. Bofors tillverkade under en tid bandschaktare ("bandtraktorer"). År 1970 nådde Bofors sin kulmen, då sammanlagt 10 000 arbetade inom Nobelkrut och Nobelverken. Under 1970-talet lades stålverket i Bofors ner och all ståltillverkning riktades nu mot Kilsta, som 1986 lade sin sista smälta.

### Boforsaffären

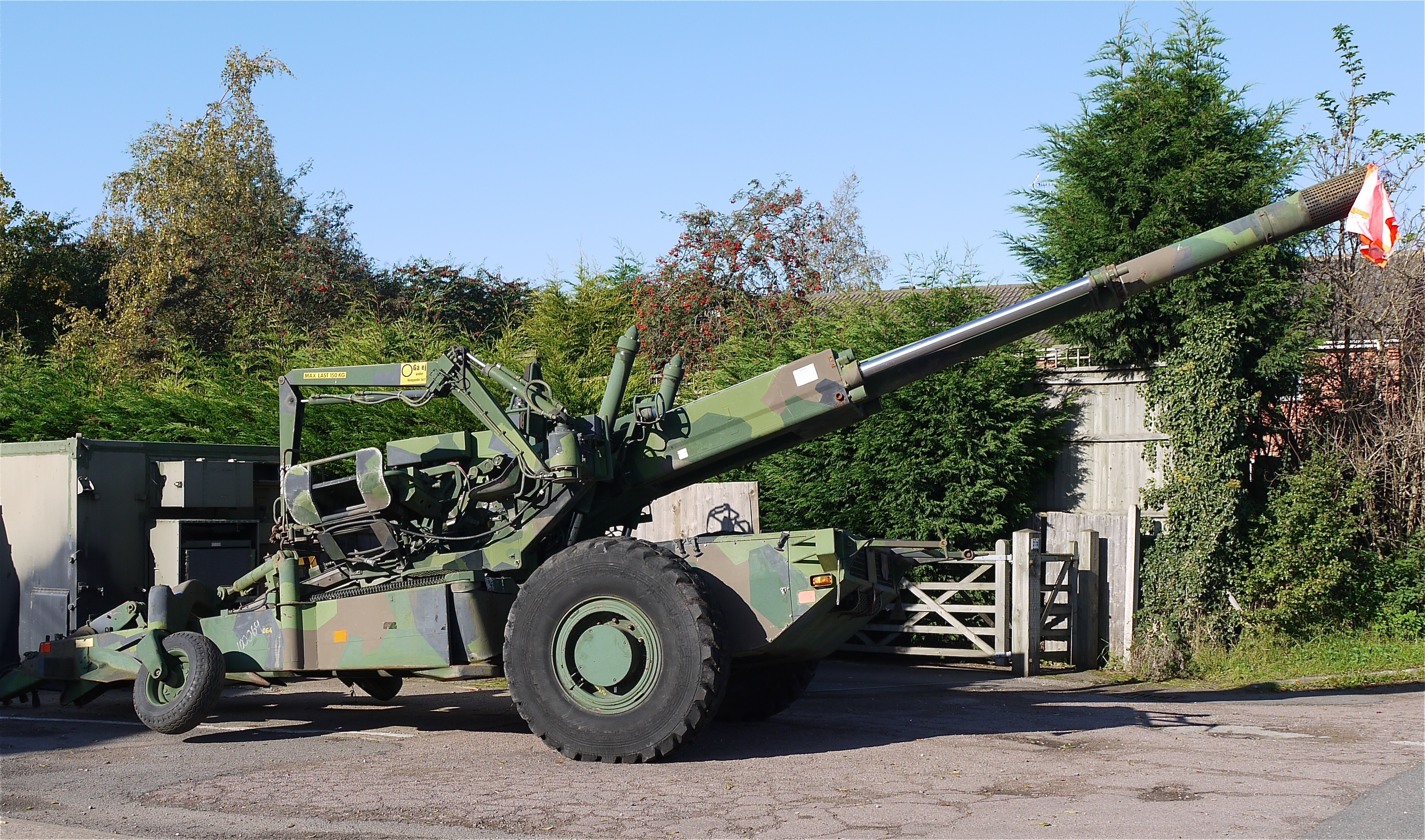
Haubits 77

Boforsaffären är ett samlingsnamn för två vapenaffärer som vapentillverkaren Bofors var inblandad i och som upptäcktes under 1980-talet. I mars 1986 fick Bofors en order på 410 fälthaubitsar av typen Haubits 77B, en 155 mm artilleripjäs, vilket då var den största enskilda exportordern till ett svenskt företag. Ordern gav upphov till rättsprocessen Boforsaffären efter anklagelser från Svenska freds- och skiljedomsföreningen om att de försäljningsprovisioner som Bofors betalt ut i samband med ordern snarast utgjorde mutor.

### Från 1991

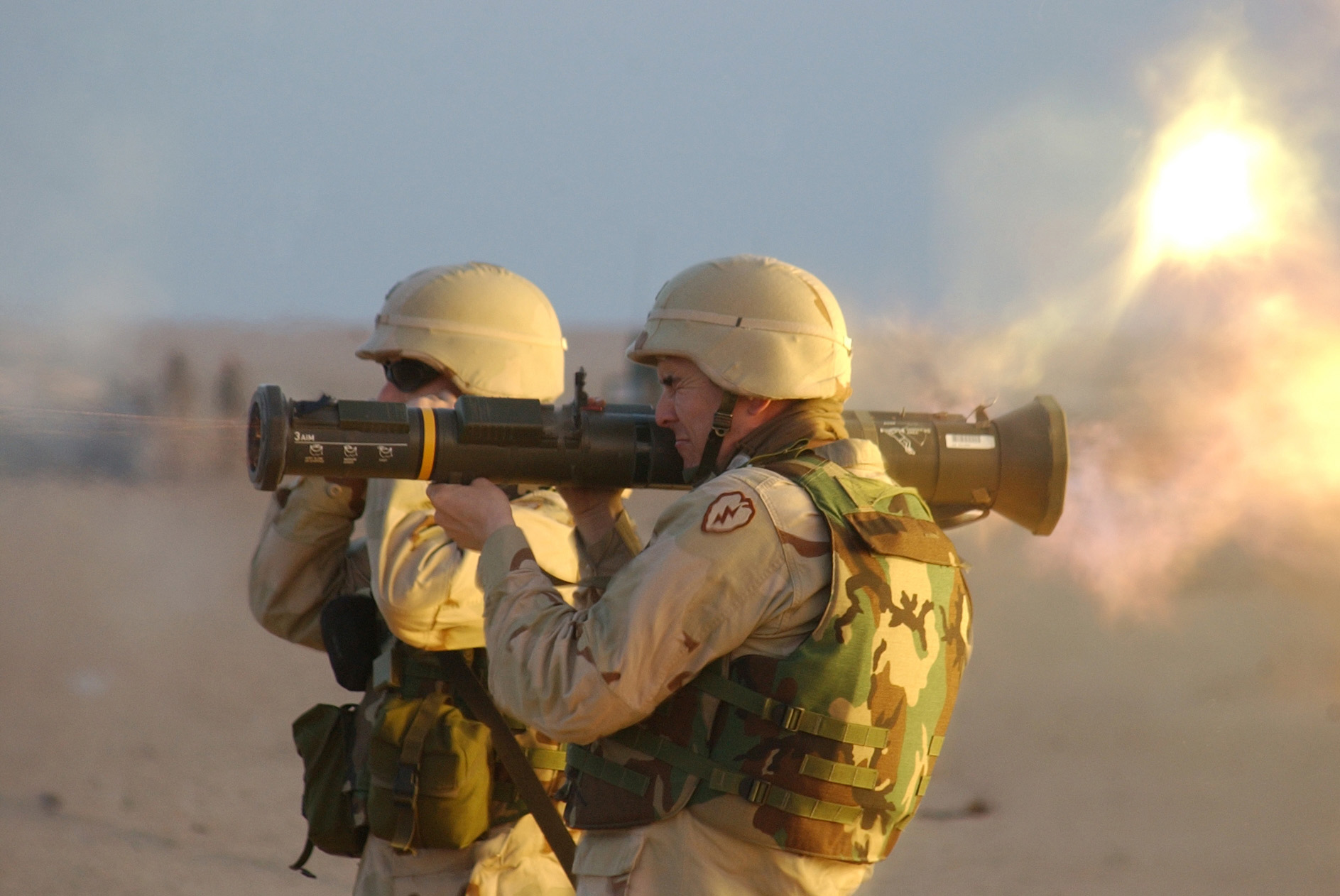
Soldater i USA:s armé avfyrar ett pansarskott utvecklat av Bofors.

1991 slogs Bofors samman med FFV, Förenade Fabriksverken från Eskilstuna. Det nya namnet blev Swedish Ordnance, inom Celsius-koncernen. 2000 köpte försvarskoncernen SAAB-gruppen upp Celsius varefter den del av företaget som ägnade sig åt kanoner och artilleriammunition såldes till det amerikanska företaget United Defense. Av Celsius andra bolag Saab Dynamics, Bofors Missiles och Bofors Carl Gustaf bildades Saab Bofors Dynamics som ingår i SAAB-gruppen.
2005 köpte den brittiska försvarskoncernen BAE Systems Ltd. upp United Defense och därmed även Bofors Defence. United Defense bytte namn till BAE Systems Inc. och Bofors Defence bytte namn till BAE Systems Bofors. Det brittiska moderbolaget BAE Systems Ltd. äger genom företaget Alvis Hägglunds även Hägglunds som numera heter BAE Systems Hägglunds.
BAE Systems Bofors och BAE Systems Hägglunds samordnas av det svenska moderbolaget BAE Systems AB.

## Produktion av läkemedel
Bofors Nobelkrut hade sedan 1920-talet en civil sektor där man producerade läkemedelsämnen, bland annat bensokain, tetrakain och prokain. Efterhand byggdes en större forsknings- och utvecklingsverksamhet upp och 1964 - 1967 flyttade man i etapper från Bofors till Mölndal där man etablerades under namnet Bofors Nobelpharma (ur vilket senare Nobel Biocare uppstått).
1957 lanserades mepivakain och 1966 bupivakain. Under 1970-talet inleddes ett samarbete med Astra, som bland annat fick ta över det forskningsprojekt som ledde till budesonid, aktiv ingrediens i storsäljarna Pulmicort och Rhinocort.
Företaget var alltså forskningsmässigt mycket framgångsrikt men brukar användas som exempel på hur svårt det är att exploatera innovationer utan tillgång till en egen internationell marknadsorganisation.
Bofors introducerade 1968 en egen tandkräm som innehöll plastkulor med en polerande effekt. Efter några år uppstod rykten om att plastkulorna kunde orsaka cancer. Tandkrämen såldes då till okänt bolag som tillverkade den fram till 1982.

## Verkställande direktörer

### Disponenter för Bofors-Gullspång
- 1873–1879?: Pehr Erland Lagerhjelm
- 1879–1882: Carl af Geijerstam
- 1882–1892?: Carl Danielsson
- 1892–1896: Jonas Kjellberg
- 1896–1898: Gerhard Dyrssen
- 1898–1918: Berndt Wijkander

### Verkställande direktörer för Bofors
- 1918–1919: Einar Wikander[18]
- 1920–1932: Hans Theobald Holm
- 1933–1936: Sven Wingquist
- 1936–1956: Evert Wijkander
- 1956–1965: Sverre R:son Sohlman
- 1966–1972: Per Odelberg
- 1972–1984: Claes-Ulrik Winberg
- 1985–1987: Martin Ardbo
- 1987–1988: Per Ove Morberg (t.f.)
- 1988–1991: Egon Linderoth
- 1991–1992: Bert Sjölin
- 1992–1995: Egon Linderoth
- 1995–2001: Per-Erik Forsmark

## Styrelseordförande
- 1897–1916: Fredrik von Essen
- 1917–1917: Jonas Kjellberg
- 1918–1932: Sven Wingquist
- 1933–1934: Mauritz Carlson
- 1935–1936: Ernst Odelberg
- 1937–1946: Sven Wingquist
- 1946–1966: Erik Wetter
- 1966–1974: Sverre R:son Sohlman
- 1974–1977: Tryggve Holm
- 1978–1984: Lars-Erik Thunholm
- 1985–1990: Anders G. Carlberg
- 1991–1995: Olof Lund
- 1995–1996: Egon Linderoth
- 1996–?: Olof Lund

## Produktlista (vapenmateriel)
Notera, Bofors (och dess moderna inkarnation BAE Systems Bofors) har producerat vapenmateriel i flera hundra år, speciellt under senare 1800-talet fram till idag, varav nedan produktionslista enbart är preliminär och saknar väsentliga produkter.

### Handeldvapen
- 1990 – Bofors Carl Gustav CGA5 (Carl Gustav Automatkarbin 5) – svensk variant av automatkarbinen FN FNC, i svensk tjänst som: 5,56 mm ak 5 (automatkarbin)

### Understödsvapen
- 1999 – Bofors Carl Gustaf AGR (Automatic Grenade Rrifle) – projekterad granatkarbin kamrad i 40 × 53 mm NATO
- 1999 – Bofors Carl Gustav CG40(en) (Carl Gustav 40 mm granatspruta) – granatspruta kamrad i 40 × 53 mm NATO, utvecklad mellan Saco Defense (vapen), Computing Devices Canada (eldledningssystem) och NAMMO Bofors (programmerbar ammunition), såld i Europa av Bofors Carl Gustav som "CG40", såld utanför Europa av Saco (General Dynamics) som "Striker 40"

### Rekylfria kanoner
- 1953 – Bofors 57 mm RFK m/43S (rekylfri kanon model 1943 Sverige) – rekylfri pansarvärnskanon i kaliber 57 mm, i svensk utprovning som: 57 cm pvkan fm/43 (pansarvärnskanon försöksmodell 1943)
- 1945 – Bofors 10,5 cm RFK m/45S (rekylfri kanon model 1945 Sverige) – rekylfrikanon kamrad i 105 × 355 mm R Bofors, i svensk tjänst som: 10,5 cm infkan m/45 (infanterikanon) i enkellavettage med hjullavett
- 1946 – Bofors 10,5 cm RFK m/46S (rekylfri kanon model 1946 Sverige) – rekylfrikanon kamrad i 105 × 355 mm R Bofors, i svensk tjänst som: 10,5 cm salvkan m/46 (salvkanon) i salvlavettage (18 × eldrör) med lavettvagn, 10,5 cm inskjkan m/46 (inskjutningskanon) i enkellavettage med V-lavett
- 1959 – Bofors 9 cm RFK S 59 (rekylfri kanon Svensk model 1959) – rekylfri pansarvärnskanon kamrad i 90 × 760 mm R Bofors, utvecklad som ersättare för 10,5 cm RFK m/45S, i svensk tjänst som: 9 cm pvpj 1110 (pansarvvärnspjäs)
- 198X – Bofors 12 cm RFK S__ (rekylfri kanon Svensk model) – rekylfri pansarvärnskanon i kaliber 120 mm, utvecklad som ersättare för 9 cm RFK S 59, i svensk utprovning som: 12 cm pvpj fm/U 1092 (pansarvvärnspjäs försöksmodell U)
- 199X – Bofors 13 cm RFK X__ (rekylfri kanon Experimentell model) – rekylfri pansarvärnskanon i kaliber 130 mm, attrapp utprovad på en bv 308 under tidigt 90-tal, sikte av Bofors BILL-typ

### Haubitsar
- 1954 – Bofors 105 mm HV L/20 S 54, 54B (haubits, vagn 105 mm L/20 Svensk modell 1954) – 105 mm haubits för ikv (infanterikanonvagn) 102 och ikv 103, samt ikv 72 för export

### Kanoner
- 1938 – Bofors 15 cm kustkanon L 53 M/38 – exportpjäs för Holland, Polen och Siam[19]
- 1954 – Bofors 155 mm KV L/50 S 54 (kanon, vagn 155 mm L/50 Svensk modell 1954) – 155 mm haubits för artillerikanonvagn 151, senare 15,5 cm bandkanon 1
- 1955 – Bofors 75 mm KV L/60 S 55 (kanon, vagn 75 mm L/60 Svensk modell 1955) – 75 mm haubits för stridsvagn 74

### Fordon

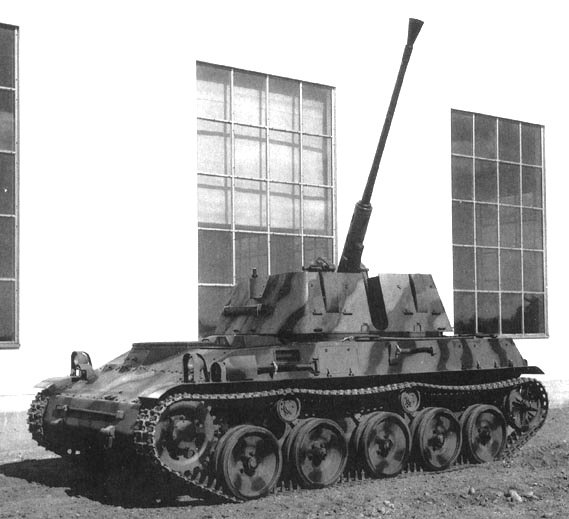
Bofors 40 mm VAK L/70 S 49 luftvärnskanonvagnprototyp, cirka 1953.

- 1948 – Bofors SAV 20.12.48 (stormartillerivagn, 20 ton, 12 cm, modell 1948) – stormartillerivagnprototyp med en 120 mm L/18 automatkanon
- 1949 – Bofors 40 mm VAK L/70 S 49 (40 mm vagnautomatkanon L/70 Svensk modell 1949) – luftvärnskanonvagnprototyp beväpnad med en Bofors 40 mm automatkanon L/70, i svensk utprovning som: lvkv fm/49 (luftvärnskanonvagn försöksmodell 1949), senare lvkv 42
- 1953 – Bofors-Landsverk 105 mm VH L/20 S 53 (105 mm vagnhaubits L/20 Svensk model 1953) – infanterikanonvagn av Landsverk AB beväpnad med en Bofors 105 mm HV L/20 S 54-haubits, i svensk tjänst som: ikv 102, ikv 103 (infanterikanonbagn)
- 1962 – Bofors 155 mm VK L/50 S 62 (155 mm vagnkanon L/50 Svensk modell 1962) – artillerikanonvagn beväpnad med en Bofors 155 mm automatkanon L/50, i svensk tjänst som: 15,5 cm bkan 1
- 1962 – Bofors 40 mm VEAK L/70 X 62 (40 mm vagneeldledningautomatkanon L/70 Svensk model 1962) – luftvärnskanonvagnprototyp beväpnad med två Bofors 40 mm automatkanon L/70-pjäser och en PE-453/T eldledningsradar (LM Eriksson 382 radar, 402 antenn).
- 1964 – Bofors 105 mm VK L/62 S 64 (105 mm vagnkanon L/62 Svensk modell 1964) – tornlös stridsvagn med bandsidriktning och hydraulisk upphängning, beväpnad med en fast Bofors 105 mm automatkanon L/62

### Robotsystem
- 1962 – Bofors BANTAM (Bofors Anti-Tank Missile) – trådstyrd lätt pansarvärnsrobot med direktriktad strålbildande RSV
- 1985 – Bofors BILL (Bofors Infantry Light and Lethal anti-tank missile) – trådstyrd lätt takslående pansarvärnsrobot
- 2003 – Saab Bofors Dynamics BAMSE (Bofors Advanced Missile System Evaluation) – kollimationsstyrd medeldistans luftvärnsrobot
- 2009 – Saab Bofors Dynamics NLAW (Next-generation Light Anti-tank Weapon) – axelavfyrad takslående pansarvärnsrobot med förutbestämd målstyrning

### Mellankalibrig eldrörsammunition
- 1995 – Bofors 40 mm 3P (Prefragmented Proximity Proximity-fuzed) – 40 mm (40 × 365 mm R 40/70) allmålsgranat med kulsprängladdning och programmerbart zonrör[20]
- 2000 – Bofors 57 mm 3P (Prefragmented Proximity Proximity-fuzed) – 57 mm (57 × 438 mm R 57/70) allmålsgranat med kulsprängladdning och programmerbart zonrör
- 2016 – BAE Systems ORKA (Ordnance for Rapid Kill of Attack-craft) – 57 mm (57 × 438 mm R 57/70) precisionsstyrd sjömålsgranat med fenstabilisering och nosroder, semiaktiv bildalstrande infraröd målsökare och programmerbart zonrör[21]

### Grovkalibrig eldrörsammunition
- 1994 – Bofors STRIX – 120 mm måldetekterande slutfasstyrd pansarsprängvinggranat
- 2000 – Bofors BONUS (Bofors Nutating Shell) – 155 mm måldetekterande RSV4-laddad multipelgranat
- 2005 – Raytheon-Bofors Excalibur – 155 mm banstyrd precisionsgranat